# Fløibanen
| Blick auf den Gegenzug |                     |                                                           |                                                           |
| Streckenlänge: | 0,848 km            |                                                           |                                                           |
| Spurweite: | 1000 mm (Meterspur) |                                                           |                                                           |
| Maximale Neigung: | 488 ‰               |                                                           |                                                           |
| Streckengeschwindigkeit: | 21,6 km/h           |                                                           |                                                           |
| |                     |                                                           |                                                           |
| \| \| 0,848 \| Fløyen \| 320 moh. \| \| \| \| Haltestelle ohne Ausstieg (Hst. Promsgate des Gegenzuges) \| \| \| \| \| Skansemyren \| 181 moh. \| \| \| \| \| \| \| \| \| Ausweiche \| \| \| \| \| Fjellveien \| 114 moh. \| \| \| \| Promsgate \| 59 moh. \| \| \| \| \| \| \| \| 0,000 \| Zentrum (Vetrlidsallmenningen) \| 18 moh. \| |                     |                                                           |                                                           |
| Haltepunkt / Haltestelle Streckenanfang | 0,848               | Fløyen                                                    | 320 moh.                                                  |
| Blockstelle |                     | Haltestelle ohne Ausstieg (Hst. Promsgate des Gegenzuges) | Haltestelle ohne Ausstieg (Hst. Promsgate des Gegenzuges) |
| Haltepunkt / Haltestelle |                     | Skansemyren                                               | 181 moh.                                                  |
| Tunnel |                     |                                                           |                                                           |
| |                     | Ausweiche                                                 |                                                           |
| Haltepunkt / Haltestelle |                     | Fjellveien                                                | 114 moh.                                                  |
| Haltepunkt / Haltestelle |                     | Promsgate                                                 | 59 moh.                                                   |
| Tunnelanfang |                     |                                                           |                                                           |
| Haltepunkt / Haltestelle Streckenende (im Tunnel) | 0,000               | Zentrum (Vetrlidsallmenningen)                            | 18 moh.                                                   |

Die Fløibane ist eine Standseilbahn in Bergen (Norwegen), die auf den 320 Meter hohen Fløyen führt. Auf einer Streckenlänge von 848 Metern überwindet sie seit über 100 Jahren eine Höhendifferenz von 302 Metern. Die einzige Standseilbahn Norwegens befördert jährlich mehr als eine Million Reisende, 2017 waren es 1 834 000 Fahrgäste. Die Fahrtzeit beträgt zwischen fünf und acht Minuten. In der Mitte der Strecke befindet sich eine Ausweichstelle, an der einander die beiden Wagen bei Berg- oder Talfahrt begegnen.

## Geschichte

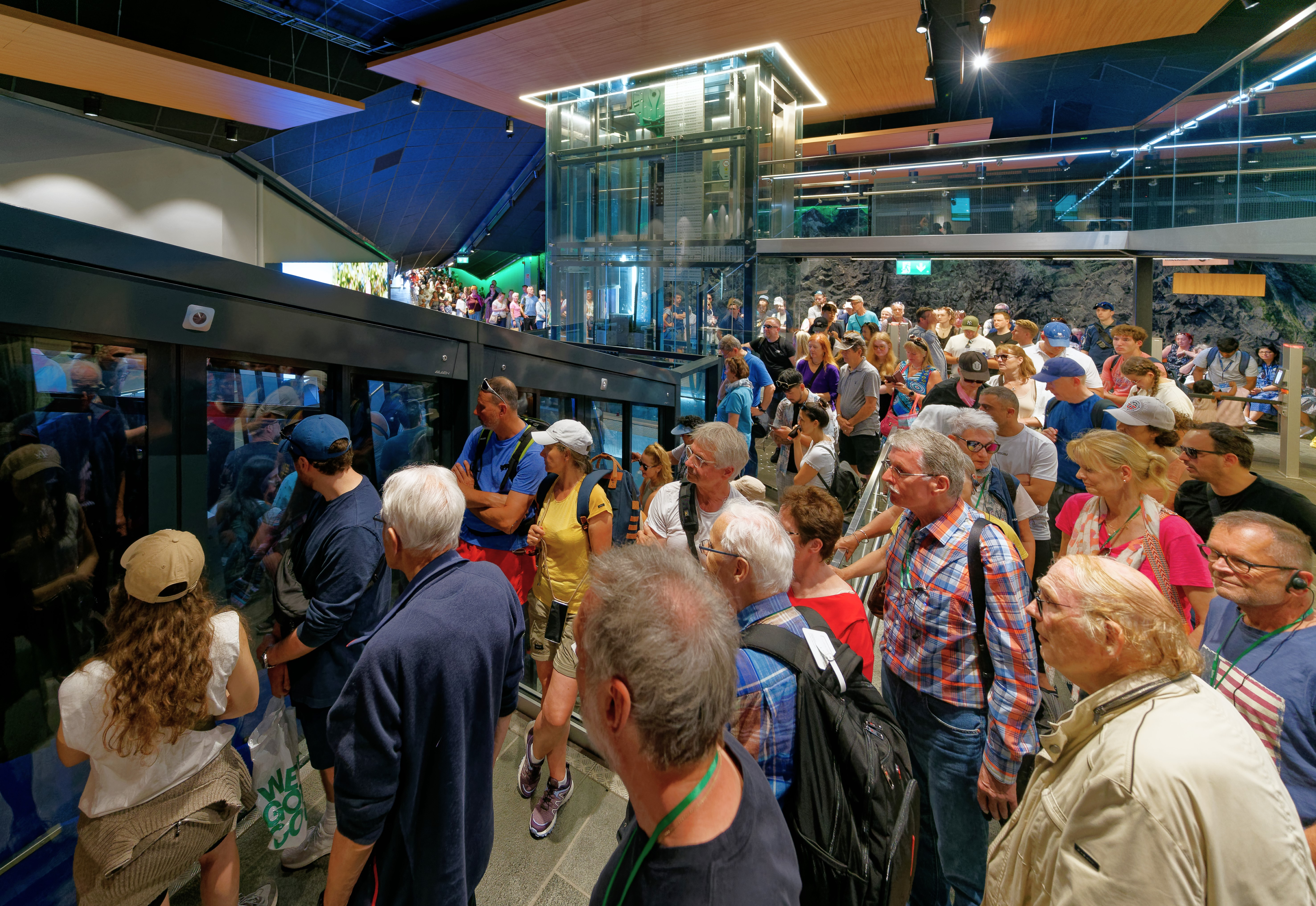
Fahrgäste in der Talstation

Die Idee für ein Transportmittel vom Stadtzentrum in Bergen hinauf zum Fløyen hatte der Parlamentsabgeordnete John Lund. Der Stadtrat genehmigte das Vorhaben am 10. Oktober 1896 und verlangte eine jährliche Konzessionsgebühr und den Bau einer elektrisch betriebenen Seilbahn. Das Vorhaben wurde aus Geldmangel nicht verwirklicht.
1907 wurde die Idee wieder aufgegriffen und 1912 das Unternehmen A/S Fløibanen gegründet. Der Direktor Waldemar Platou wurde der führende Manager. Mit dem Architekten Einar Oscar Schou und dem Ingenieur und Bauleiter Erling Gjestland wurde 1914 mit dem Bauarbeiten begonnen. Für den Bau wurden ein bis eineinhalb Jahre veranschlagt. Der Erste Weltkrieg und die damit verbundene Materialknappheit verzögerten die Arbeiten, so dass der Betrieb erst am 15. Januar 1918 aufgenommen werden konnte.
Die ersten beiden Wagen besaßen einen Aufbau aus geöltem Teakholz und wurden von der Maschinenfabrik Esslingen aus Baden-Württemberg geliefert. Sie wurden von einem 95 PS starken Elektromotor betrieben. Die Wagen waren teilweise offen konstruiert und boten 65 Passagieren Platz. 1954 wurden die Wagen ausgetauscht. Von den neuen Fahrzeugen wurde erstmals das eine rot und das andere blau lackiert. Die schweizerische Firma Von Roll lieferte die Fahrgestelle, die Wagenkästen kamen von Hønefoss Karosserifabrikk. Nun konnte jeder Waggon bis zu 80 Personen befördern und besaß einen Führerstand. Zuvor hatte der Zugführer über einen Signaldraht Kontakt zum Maschinisten aufgenommen, der seinen Maschinenstand in der Bergstation hatte.
1974 erfolgte ein erneuter Austausch der Wagen, die wiederum von der Firma Von Roll geliefert wurden und 80 Passagiere aufnehmen konnten. Mit der Modernisierung des Maschinenstandes auf dem Fløyen 1987 wurde ein 190 PS leistender Elektromotor und eine Funksteuerung für den Bahnbetrieb installiert. Über Licht- und Rückmeldesignale war eine Kommunikation zwischen beiden Wagen möglich. Berg- und Talstation wurden in den 1990er Jahren renoviert.
Am 26. September 2002 begann ein sieben Wochen langer Umbau, bei dem die Gleise ausgetauscht wurden. Darüber hinaus wurden Wagen, Maschinenanlage, Zwischenstationen sowie das Fahrkartensystem erneuert und modernisiert. Die neuen Wagen wurden von Espen Thorup mit großen Glasflächen gestaltet und bieten 100 Personen Platz. Die Firmen Doppelmayr (Untergestell) und Gangloff (Karosserie) konstruierten die Wagen.
Ab dem 20. September 2021 wurde die Bahn sieben Monate lang renoviert. Dabei wurden die fünf Stationen einheitlich behindertengerecht umgebaut und die Bergstation verlängert, um einen stufenlosen Zugang zum Fløyen zu erreichen. Außerdem wurden neue Wagen mit einer Kapazität von 120 Personen angeschafft sowie die Strecke technisch auf den neuesten Stand gebracht. Die Wiedereröffnung fand am 1. April 2022 statt.

## Technische Daten
- Höhendifferenz: 302 m
- Steigung: 15° bis 26°
- Geschwindigkeit: 4–7 m/s
- Fahrzeit: 5–8 Min[2]
- Seil-Durchmesser: 45 mm[1]
- Bruchlast (Seil): 66,5 t
- Personenkapazität: 120 Personen pro Wagen
- Wagenlänge: 16,49 m
- Wagengewicht: 21 t
- Antrieb: Wechselstrommotor mit 355 kW[1]

## Galerie

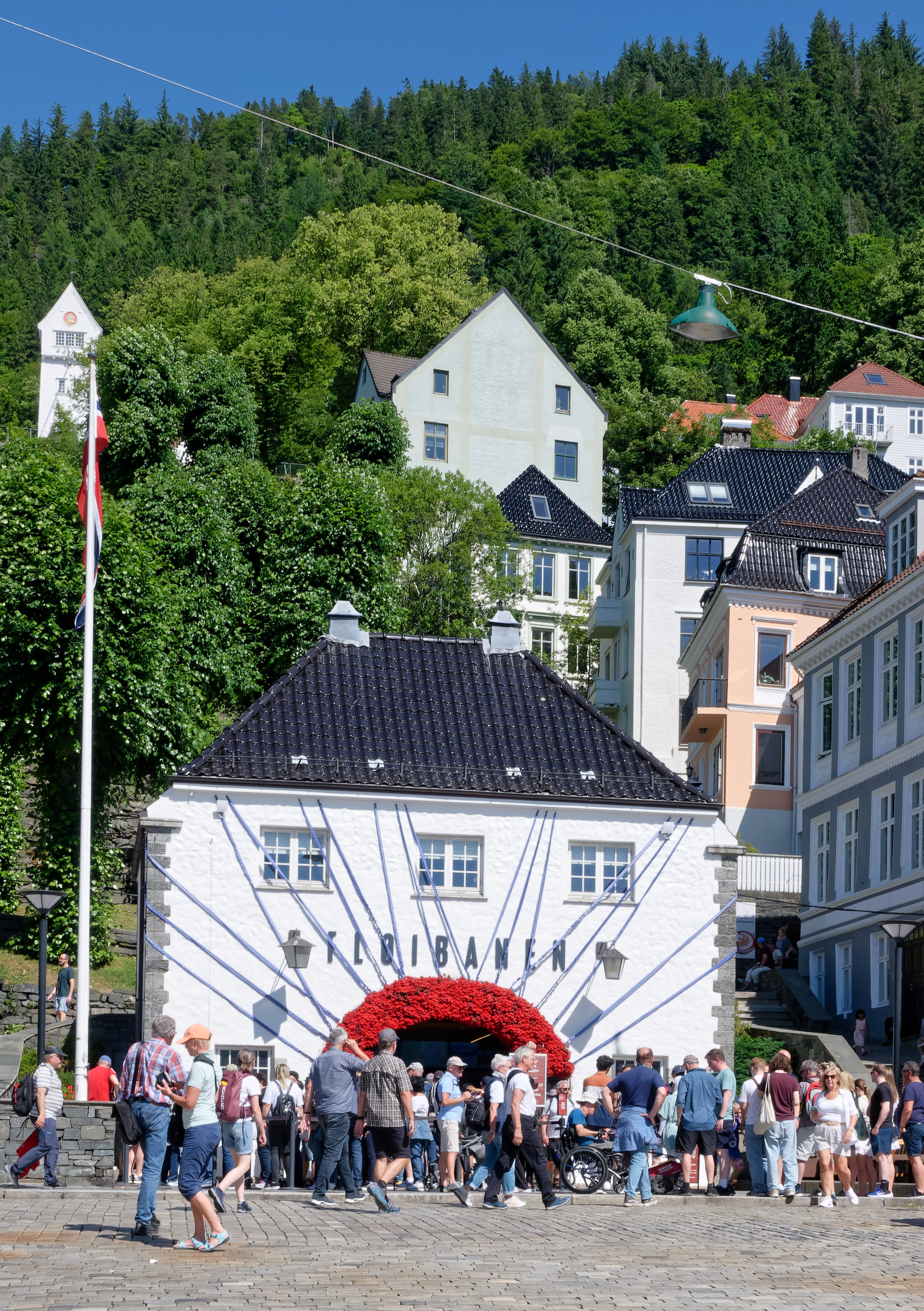
Talstation der Fløibane
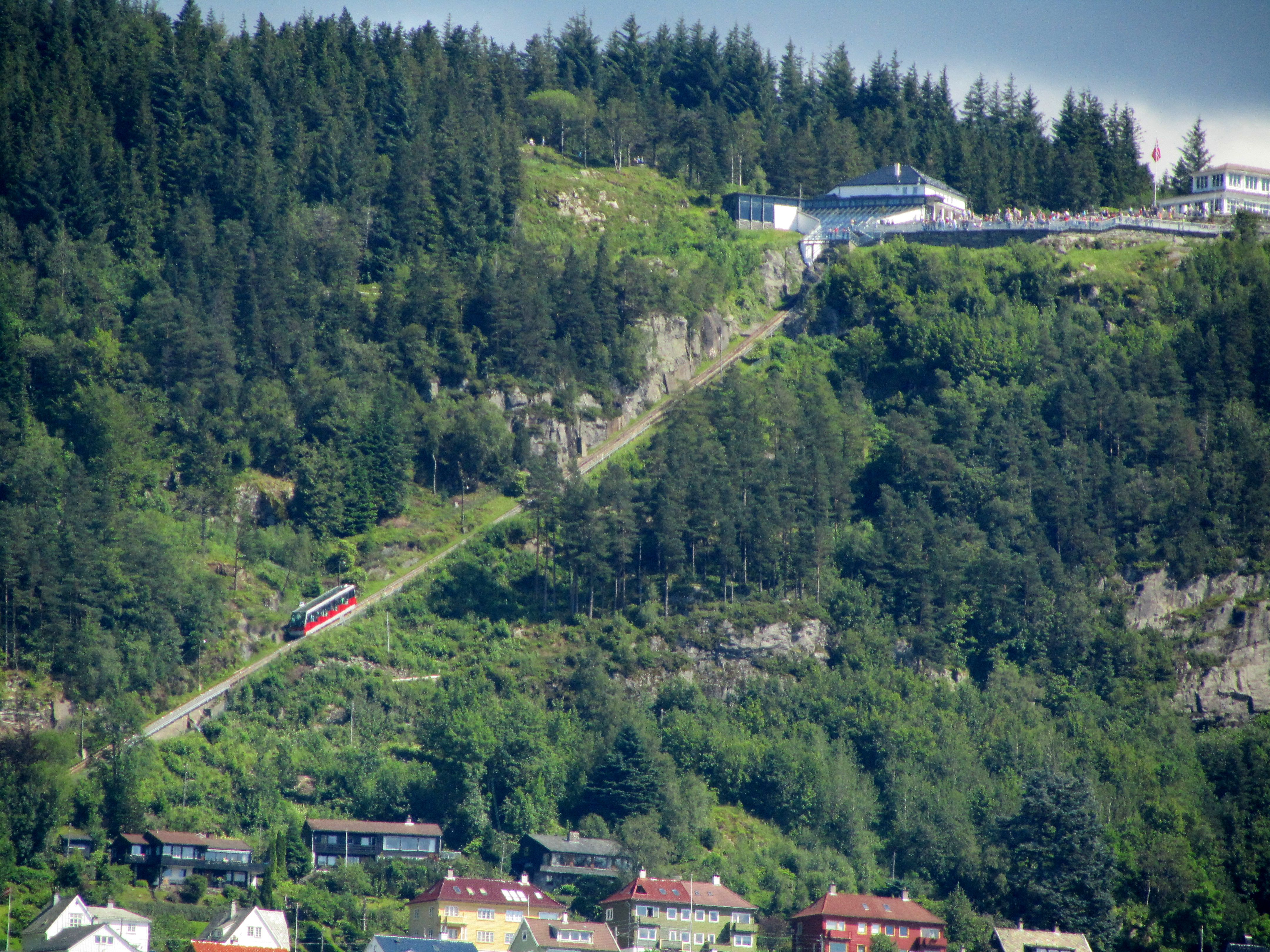
Wagen und Bergstation der Fløibane
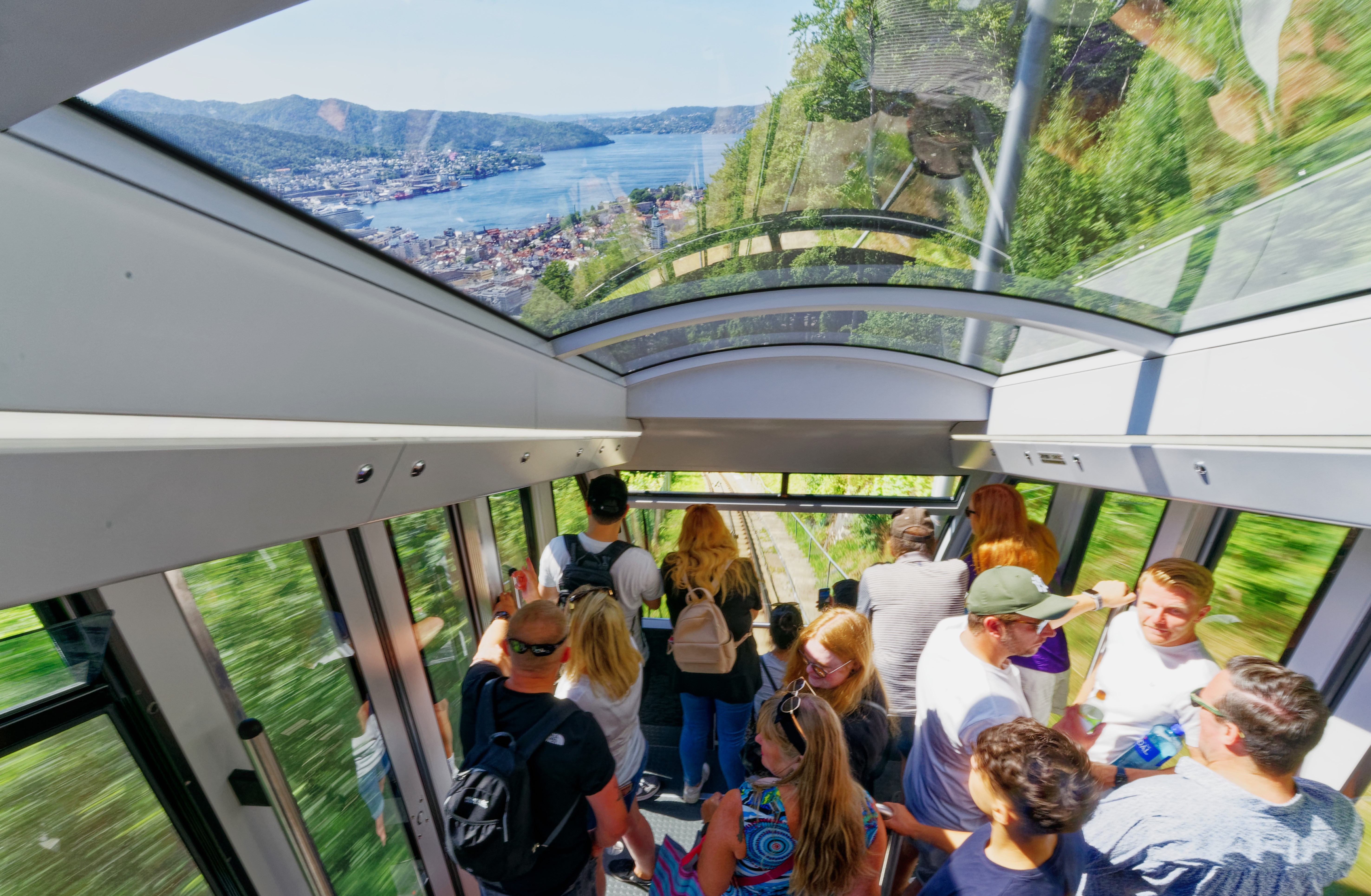
Blick in den Wagen
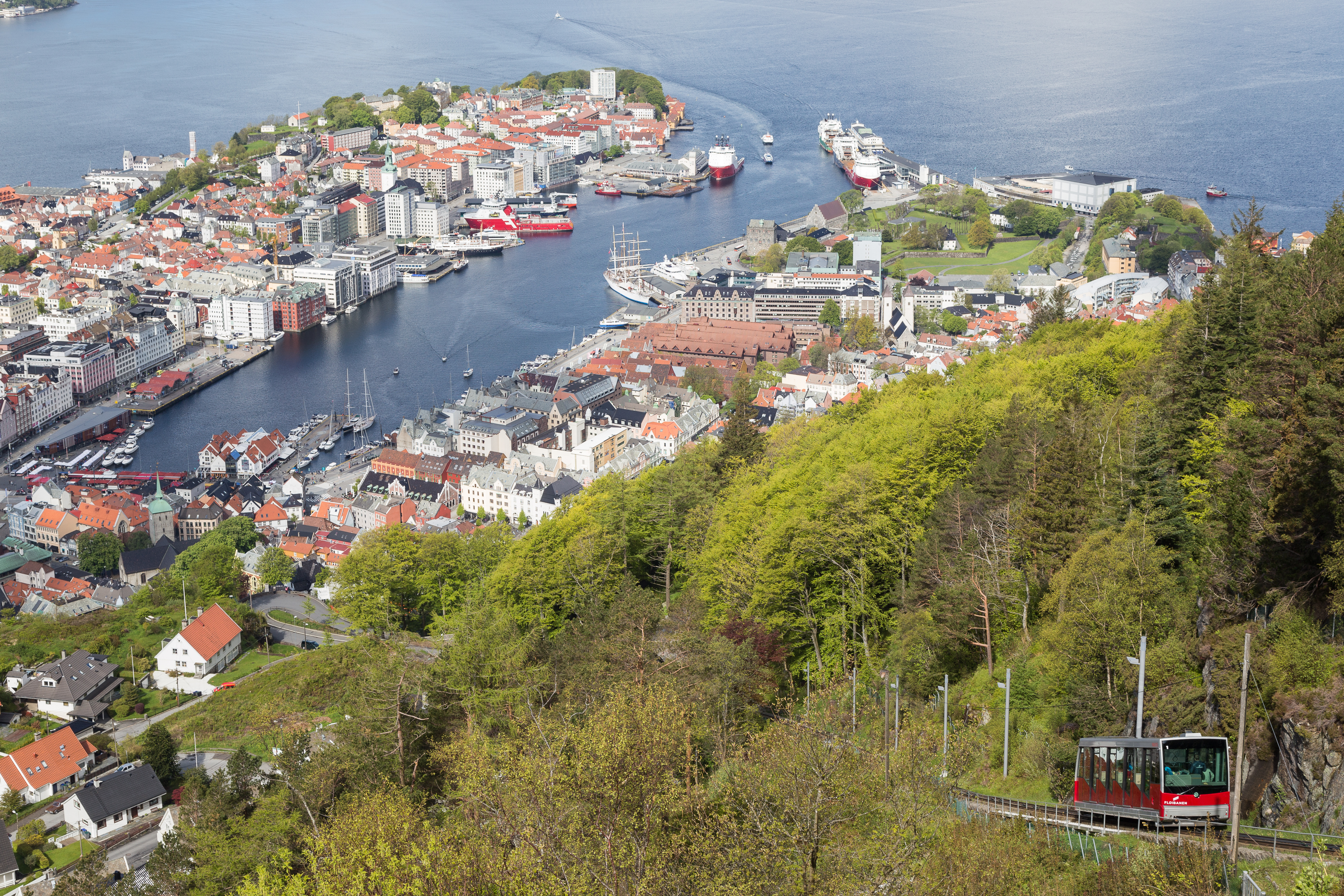
Standseilbahn auf den Bergener Hausberg, Blick auf Bergen
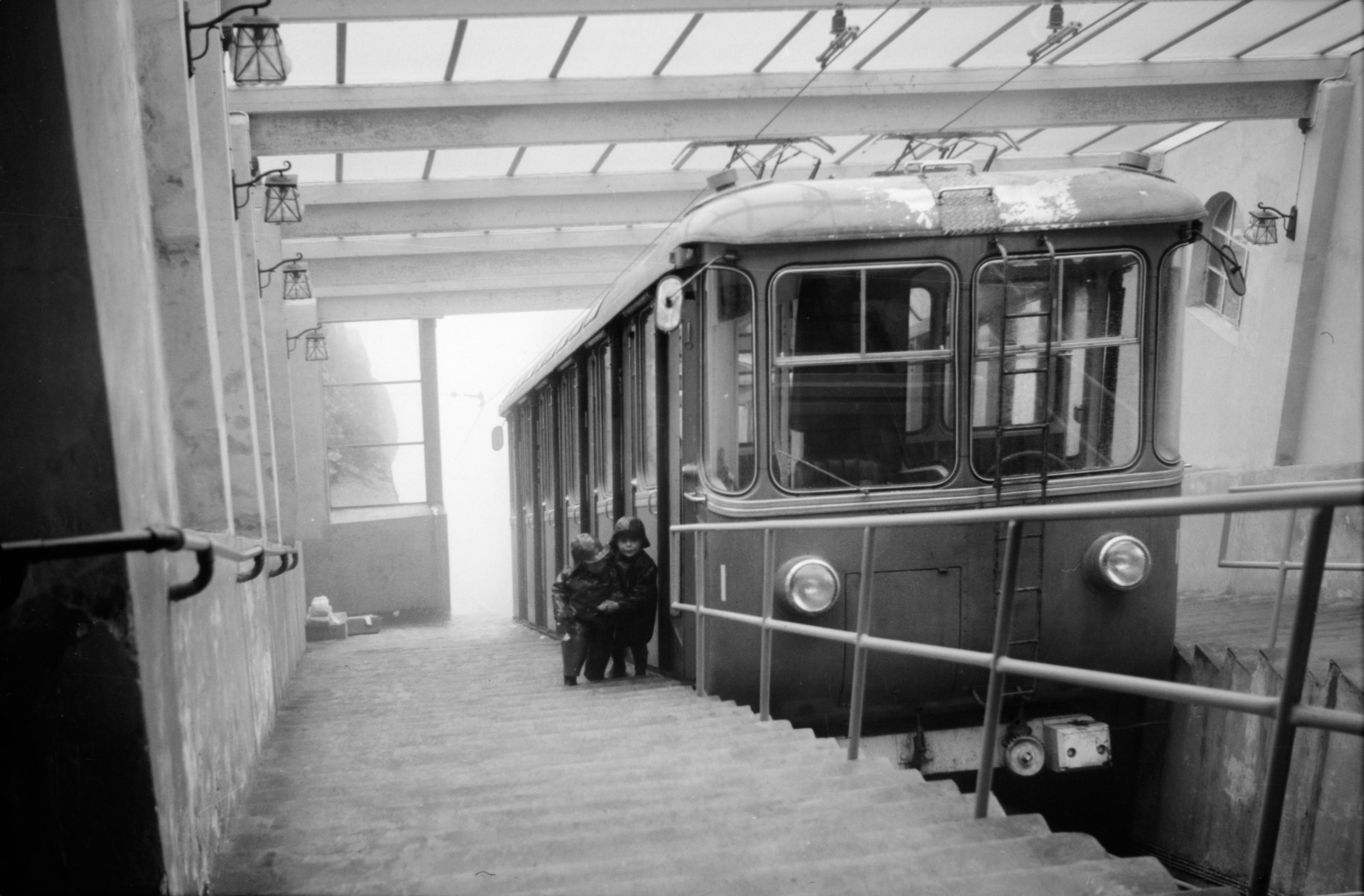
Wagen aus dem Jahr 1956
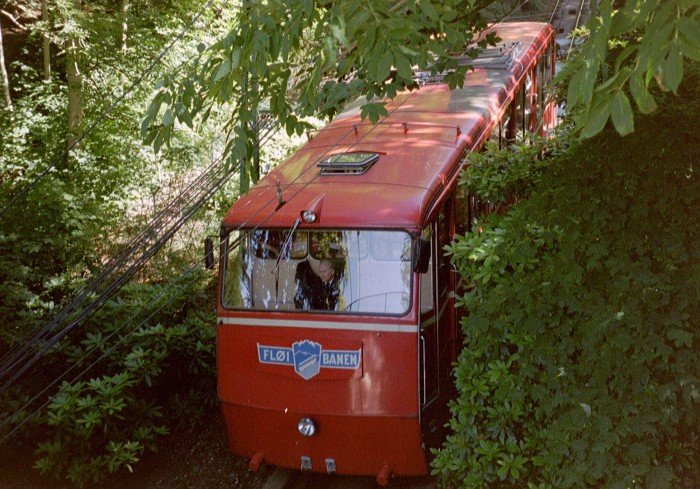
Wagen der 3. Generation
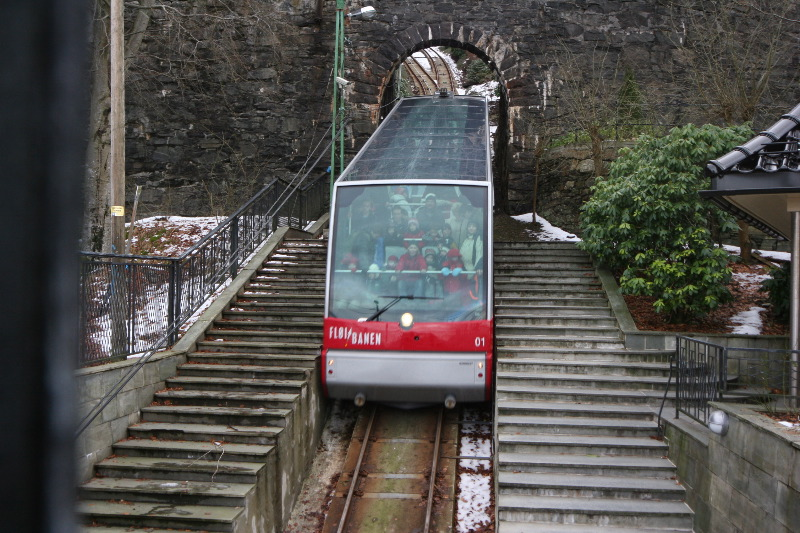
Wagen der 4. Generation